# Kirando
Kirando è una circoscrizione mista (mixed ward) della Tanzania situata nel distretto di Nkasi, regione di Rukwa. Conta una popolazione di 21 169 abitanti (censimento 2012).